# Mistrovství světa v alpském lyžování 2017 – superobří slalom žen
Superobří slalom žen na Mistrovství světa v alpském lyžování 2017 se konal v úterý 7. února 2017 jako úvodní ženský závod světové šampionátu ve Svatém Mořici. Zahájení proběhlo ve 12 hodin místního času. Do závodu nastoupilo 46 sjezdařek z 20 států.
Obhájkyní zlata byla rakouská lyžařka Anna Veithová, která nedojela do cíle. K závodění se vrátila v prosinci 2016 po roční absenci pro zranění. Favorizovaná Američanka Lindsey Vonnová byla diskvalifikována poté, co neprojela brankou.

## Medailistky
Mistryní světa se překvapivě stala 27letá Rakušanka Nicole Schmidhoferová, která vyhrála první medaili z vrcholné seniorské akce. V předchozí kariéře rovněž nikdy neovládla závod Světového poháru. Navázala tak na titul z téže disciplíny Juniorského světového šampionátu 2007 ve Flachau. Po Seizingerové, Kostnerové a Veithové se  stala čtvrtou ženou, které se tento výkon podařil.
Se ztrátou třiceti tří setin sekundy získala stříbrný kov 27letá Tina Weiratherová z Lichtenštejnska, pro niž to byla rovněž první medaile z velkého seniorského podniku. Stejně jako na Juniorském mistrovství světa 2007 skončila v superobřím slalomu druhá za Schmidhoferovou.
Bronz si odvezla 25letá Švýcarka Lara Gutová, jež vybojovala pátý cenný kov na mistrovství světa, a po stříbru ze Světového šampionátu 2013, druhý v superobřím slalomu. Za Weiratherovou zaostala o tři setiny sekundy.

## Výsledky
| P                                         | SČ | lyžařka                      | stát            | čas              | ztráta |
| ----------------------------------------- | -- | ---------------------------- | --------------- | ---------------- | ------ |
| Zlatá medaile                             | 8  | Nicole Schmidhoferová        | Rakousko        | 1:21,34          |        |
| Stříbrná medaile                          | 5  | Tina Weiratherová            | Lichtenštejnsko | 1:21,67          | +0,33  |
| Bronzová medaile                          | 7  | Lara Gutová                  | Švýcarsko       | 1:21,70          | +0,36  |
| 4.                                        | 13 | Viktoria Rebensburgová       | Německo         | 1:21,87          | +0,53  |
| 5.                                        | 1  | Elena Curtoniová             | Itálie          | 1:21,89          | +0,55  |
| 6.                                        | 16 | Ragnhild Mowinckelová        | Norsko          | 1:22,03          | +0,69  |
| 7.                                        | 3  | Stephanie Venierová          | Rakousko        | 1:22,11          | +0,77  |
| 8.                                        | 19 | Federica Brignoneová         | Itálie          | 1:22,18          | +0,84  |
| 8.                                        | 18 | Tessa Worleyová              | Francie         | 1:22,18          | +0,84  |
| 10.                                       | 4  | Sofia Goggiová               | Itálie          | 1:22,25          | +0,91  |
| 11.                                       | 9  | Ilka Štuhecová               | Slovinsko       | 1:22,38          | +1,04  |
| 12.                                       | 6  | Corinne Suterová             | Švýcarsko       | 1:22,44          | +1,10  |
| 13.                                       | 20 | Joana Hählenová              | Švýcarsko       | 1:22,56          | +1,22  |
| 14.                                       | 14 | Laurenne Rossová             | USA             | 1:22,68          | +1,34  |
| 15.                                       | 30 | Christine Scheyerová         | Rakousko        | 1:22,78          | +1,44  |
| 16.                                       | 12 | Romane Miradoliová           | Francie         | 1:23,14          | +1,80  |
| 17.                                       | 31 | Jasmine Fluryová             | Švýcarsko       | 1:23,28          | +1,94  |
| 17.                                       | 2  | Francesca Marsagliová        | Itálie          | 1:23,28          | +1,94  |
| 19.                                       | 27 | Marie-Michèle Gagnonová      | Kanada          | 1:23,30          | +1,96  |
| 20.                                       | 10 | Tamara Tipplerová            | Rakousko        | 1:23,42          | +2,08  |
| 21.                                       | 36 | Kristina Riis-Johannessenová | Norsko          | 1:23,61          | +2,27  |
| 22.                                       | 32 | Mikaela Tommyová             | Kanada          | 1:23,66          | +2,32  |
| 23.                                       | 26 | Tiffany Gauthierová          | Francie         | 1:23,69          | +2,35  |
| 24.                                       | 34 | Alexandra Prokopjevová       | Rusko           | 1:24,03          | +2,69  |
| 25.                                       | 25 | Maria Therese Tvibergová     | Norsko          | 1:24,06          | +2,72  |
| 26.                                       | 22 | Candace Crawfordová          | Kanada          | 1:24,21          | +2,87  |
| 27.                                       | 33 | Kristin Lysdahlová           | Norsko          | 1:24,30          | +2,96  |
| 28.                                       | 24 | Breezy Johnsonová            | USA             | 1:24,34          | +3,00  |
| 29.                                       | 28 | Ester Ledecká                | Česko           | 1:24,39          | +3,05  |
| 30.                                       | 35 | Maruša Ferková               | Slovinsko       | 1:24,69          | +3,35  |
| 31.                                       | 23 | Kira Weidleová               | Německo         | 1:24,71          | +3,37  |
| 32.                                       | 43 | Maryna Gąsienica-Danielová   | Polsko          | 1:25,45          | +4,11  |
| 33.                                       | 29 | Valérie Grenierová           | Kanada          | 1:25,98          | +4,64  |
| 34.                                       | 41 | Pavla Klicnarová             | Česko           | 1:26,03          | +4,69  |
| 35.                                       | 45 | Macarena Simari Birknerová   | Argentina       | 1:26,51          | +5,17  |
| 36.                                       | 42 | Kateřina Pauláthová          | Česko           | 1:27,36          | +6,02  |
| 37.                                       | 39 | Sarah Schleperová            | Mexiko          | 1:27,47          | +6,13  |
| 38.                                       | 40 | Noelle Barahonaová           | Chile           | 1:28,18          | +6,84  |
| 39.                                       | 46 | Sabrina Simaderová           | Keňa            | 1:30,02          | +8,68  |
| —                                         | 11 | Lindsey Vonnová              | USA             | nedojela do cíle |        |
| —                                         | 15 | Kajsa Klingová               | Švédsko         | nedojela do cíle |        |
| —                                         | 17 | Anna Veithová                | Rakousko        | nedojela do cíle |        |
| —                                         | 21 | Jacqueline Wilesová          | USA             | nedojela do cíle |        |
| —                                         | 37 | Leona Popovićová             | Chorvatsko      | nedojela do cíle |        |
| —                                         | 38 | Lisa Hörnbladová             | Švédsko         | nedojela do cíle |        |
| —                                         | 44 | Alexandra Colettiová         | Monako          | nedojela do cíle |        |
| Závod odstartoval ve 12.00 hodin (UTC+1). |    |                              |                 |                  |        |